# Epidendrum schlechterianum
Epidendrum schlechterianum là một loài thực vật có hoa trong họ Lan. Loài này được Ames mô tả khoa học đầu tiên năm 1924.

## Hình ảnh

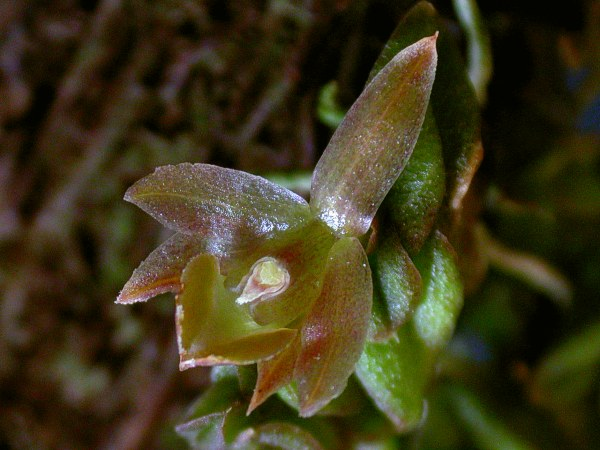